# Hirokazu Usami
Hirokazu Usami (宇佐美 宏和 Usami Hirokazu?, nacido el 18 de junio de 1987 en Moriguchi, Osaka) es un futbolista japonés que se desempeña como defensa.

## Trayectoria

### Clubes
| Club                | País  | Año         |
| ------------------- | ----- | ----------- |
| Tochigi SC          | Japón | 2010 - 2012 |
| Shonan Bellmare     | Japón | 2013 - 2014 |
| Montedio Yamagata   | Japón | 2015 - 2017 |
| Fukushima United FC | Japón | 2018 -      |

## Estadística de carrera

### J. League
| Club              | Año   | J. League | J. League | Copa J. League | Copa J. League | Total | Total |
| Club              | Año   | Part.     | Goles     | Part.          | Goles          | Part. | Goles |
| ----------------- | ----- | --------- | --------- | -------------- | -------------- | ----- | ----- |
| Tochigi SC        | 2010  | 9         | 0         | -              | -              | 9     | 0     |
| Tochigi SC        | 2011  | 17        | 0         | -              | -              | 17    | 0     |
| Tochigi SC        | 2012  | 23        | 0         | -              | -              | 23    | 0     |
| Shonan Bellmare   | 2013  | 9         | 0         | 2              | 0              | 11    | 0     |
| Shonan Bellmare   | 2014  | 20        | 2         | -              | -              | 20    | 2     |
| Montedio Yamagata | 2015  | 15        | 0         | 0              | 0              | 15    | 0     |
| Montedio Yamagata | 2016  | 31        | 2         | -              | -              | 31    | 2     |
| Montedio Yamagata | 2017  | 2         | 0         | -              | -              | 2     | 0     |
| Total             | Total | 126       | 4         | 2              | 0              | 128   | 4     |